# Gabiana
Gabiana (en griego antiguo: Γαβιηνή) era una región del antiguo Imperio aqueménida. Su capital era Γάβαι, Gabane, o Aspadana, que pudo ser el origen de Isfahán. 

## Ubicación
Gabiana, altiplanicie situada en la parte occidental de la meseta iraní, estaba situada entre Media al norte, Susiana al suroeste, de la que estaba separada por una sección de los Zagros, y satrapía de Pérside al sureste. Lindaba al oeste con Paratacene. Estaba en el gran camino real que iba de Ecbatana a Persépolis pasando por Qom. Estrabón dice que rea una de las entradas naturales a la región de Soloce a través de Susi. El territorio tenía ríos y vaguadas difíciles de cruzar. Poco se sabe de esta ciudad, salvo que parece haber estado situada en el emplazamiento de Isfahán.

## Historia
El acontecimiento más famoso de la historia de Gabiana es la Batalla de Gabiana del año 316 a. C., que enfrentó a Antígono I Monóftalmos y Eumenes de Cardia durante las guerras de los Diádocos y terminó con la derrota de Eumenes, que fue ejecutado. En aquella época, la gabiana estaba ocupada por numerosas aldeas, situadas a una distancia media de 1000 estadios unas de otras  y agrupadas en distritos llamados «meros». El ejército de Eumenes, que pasó el invierno de 317-316 a. C en Gabiana, estaba acuartelado en varios distritos; había seis días de marcha entre cada «meros». Según Diodoro Sículo era una región que podía satisfacer las necesidades de los ejércitos en abundancia.
Después de mediados del siglo II a. C. y del comienzo de la dominación parta, Gabiana, junto con sus vecinas Masabática al norte y Corbiana al sur, gozaron de cierta autonomía bajo la autoridad de una dinastía local ; según Estrabón, se trataba de tres provincias (ἐπαρχία, «eparquia») que formaban parte de Elimaida<. Con la llegada de los sasánidas, el reino de Elimaida desapareció y ya no se menciona a Gabiana como tal.